# 610 Valeska
610 Valeska
610 Valeska là một tiểu hành tinh ở vành đai chính. Nó được Max Wolf phát hiện ngày 26.9.1906 ở Heidelberg và được đặt theo tên Valeska, tên họ của phụ nữ Đức, và có thể gợi ý từ 2 chữ VK (Valeska) trong tên tạm của tiểu hành tinh này